# Elodie e il signore dei sogni
Elodie e il signore dei sogni è una serie letteraria per ragazzi creata da Serge Brussolo.

## Trama
Elodie è un'adolescente, a cui i genitori proibiscono di fare il bagno. Un giorno, mentre i suoi sono assenti, Eloide decide di provare a fare il bagno. Così, si ritrova nel Mondo dei Sogni dove tutto può esistere (il meglio e il peggio). Elodie viene accolta nel regno da un coniglio di nome Tinkie-Pinkie, che le dice che quello è il suo regno. Infatti, secondo l'animale, Elodie non è altri che la principessa senza memoria che è stata bandita dal suo regno da suo zio. Insieme cominceranno, allora, una ricerca per trovare i ricordi perduti di Elodie e il suo trono nel Paese dei Sogni.

## I libri
1. La principessa senza memoria